# Bishopbriggs
Bishopbriggs (Schots-Gaelisch: Coille Dobhair, Schots: Bishops' Riggs) is een dorp en voormalige burgh in de Schotse council East Dunbartonshire in het historisch graafschap Dunbartonshire. Bishopbriggs ligt in de buurt van Glasgow en heeft een populatie van ongeveer 23 500.
Bishopbriggs wordt bediend door een spoorwegstation op de Glasgow to Edinburgh via Falkirk Line

## Geboren
- Jack Bruce (1943), musicus (bassist, gitarist, cellist, keyboardsspeler) en zanger (o.a. Cream)
- Alastair Kellock (14 juni 1981), rugbyspeler
- Amy Macdonald (25 augustus 1987), zangeres